# Ava Raine
Simone Garcia Johnson (Davie, 14 de agosto de 2001) é uma lutadora profissional de wrestling norte-americana. Atualmente, ela está contratada pela WWE, e atua na marca NXT sob o nome de ringue Ava Raine, ou simplesmente Ava. Ela faz parte da facção Cisma. Johnson é uma lutadora de quarta geração, filha de Dwayne "The Rock" Johnson. Ela é membro da família Anoa'i de lutadores samoanos.

## Início de vida
Johnson nasceu em Davie, Flórida em 14 de agosto de 2001. Ela é a primeira filha do ex-lutador profissional e artista Dwayne "The Rock" Johnson (através de quem ela tem duas irmãs mais novas de seu segundo casamento), e sua ex-esposa Dany Garcia, uma empresária, fisiculturista profissional da IFBB e produtor. Além de seus pais, Johnson também é neta de Ata (nascida Maivia) e Rocky Johnson, samoano e negro da Nova Escócia, respectivamente. Por meio de sua avó, ela é uma parente não consanguínea da família de luta livre Anoa'i.
Raine frequentou o colégio particular da Escola da Universidade NSU, onde se formou e obteve seu diploma em maio de 2019, aos 17 anos. Depois de se formar, Simone planejou inicialmente fazer seus estudos universitários na Universidade de Nova York em agosto de 2019, mas quando sofreu uma lesão no joelho um mês antes, em julho, ela decidiu ficar em Orlando, Flórida, para seguir sua carreira ns luta profissional.

## Carreira na luta livre profissional

### WWE (2020–presente)
Em novembro de 2017, Johnson expressou seu interesse em se tornar uma lutadora profissional. Em fevereiro de 2020, a WWE anunciou que Johnson se reportou ao WWE Performance Center e começou seu treinamento, tornando-a a primeira lutadora de quarta geração e um dos talentos mais jovens a assinar um contrato com a empresa.
No episódio de 26 de outubro de 2022 do NXT, Johnson fez sua primeira aparição na televisão, revelando-se membro da facção vilã de Joe Gacy, Schism. Ela estreou com o nome de anel "Ava Raine", mas mais tarde foi encurtado para "Ava" no episódio de 14 de fevereiro de 2023. Ava fez sua estreia no ringue no domingo, 1º de abril de 2023, no terceiro evento anual premium ao vivo Stand & Deliver com Schism, perdendo para a Chase University. No episódio de 6 de junho do NXT, Ava fez sua estreia no ringue do NXT derrotando Ivy Nile.
Em 2024, após polêmicas envolvendo seu pai The Rock (Dwayne Johnson) na WWE, Simone Garcia Johnson excluiu todas suas contas nas redes sociais devido a ameaças de morte.

## Vida pessoal
Os pais de Johnson anunciaram a separação em 1º de junho de 2007. Em janeiro de 2018, Simone foi a primeira embaixadora do Globo de Ouro no 75º aniversário da cerimônia. Ela citou sua avó como a pessoa que a colocou no wrestling.